# 心霊科学研究会
心霊科学研究会（しんれいかがくけんきゅうかい）は、1923年（大正12年）3月に浅野和三郎によって東京府東京市本郷区（現・東京都文京区本郷）に設立された心霊研究団体。

## 概要
海軍機関学校の英語教官をしていた浅野和三郎は、宗教団体の大本に出会い様々な霊現象に出くわし、1916年（大正5年）海軍機関学校を退官し、当時もっとも実践的な心霊研究をしていた大本に入信した。教団内で有力な信者となり、論客として活躍していたが、1921年（大正10年）の第一次大本事件による大弾圧を受けて、1922年（大正11年）11月から独自の心霊研究体制を画策する。同年12月5日、「心霊科学研究会」結成のための第一集会が東京神田一ツ橋外の学士会館で行われる。さらに、1923年（大正12年）3月23日同じ学士会館で、「心霊科学研究会」創立大会を約50名の出席者のもと挙行する。そこで本部事務所を東京本郷の中野邸に置き、機関誌『心霊研究』を発刊することなどを決めた。
しかし、1923年（大正12年）9月1日の関東大震災を期に東京を離れ、一時大阪に本部を置き活動する。和三郎は、大本を離れ1925年（大正14年）7月11日に京都綾部を出て神奈川県横浜市鶴見に自宅を構える。最終的にはこの自宅を本部とした。機関誌『心霊研究』は『心霊界』そして『心霊と人生』と改名して発行。和三郎は1929年（昭和4年）、東京での活動のために「東京心霊科学協会」も設立した。
1937年（昭和12年）2月和三郎が急死した後も、兄の浅野正恭らによって「心霊科学研究会」及び「東京心霊科学協会」の活動は続けられていたが、太平洋戦争の激化で活動を休止。『心霊と人生』誌も1944年（昭和19年）4月に休刊。戦後1946年（昭和21年）12月、弁護士の吉田正一（妻の吉田綾は霊媒として知られている）が中心となり、旧「東京心霊科学協会」のメンバーによって「日本心霊科学協会」が設立され、2箇月後には機関誌『心霊研究』を再び発行した。浅野正恭や脇長生（『心霊と人生』の編集者兼霊能者）もこれに参加していたが、立場の違いから浅野正恭や脇長生は1949年（昭和24年）、「日本心霊科学協会」を脱退し、「心霊科学研究会」を復活させ、同年4月『心霊と人生』を復刊した。「心霊科学研究会」は、1959年（昭和34年）、「日本スピリチュアリスト協会」と改称し、浅野正恭（1954年没）・脇長生（1978年没）両名が亡くなった現在も活動を続けている。